# Пименов, Василий Васильевич
Василий Васильевич Пименов (бел. Васіль Васілевіч Піменаў; 27 марта 1954 года, Витебск, Белорусская ССР — 29 сентября 2005, Москва) — советский и российский офицер воздушно-десантных войск, участник Афганской войны, Герой Советского Союза (13.06.1984). Гвардии полковник.

## Биография и военная карьера
Родился 27 марта 1954 года в областном центре Белорусской ССР городе Витебске в семье рабочего. Русский. Племянник командира партизанского отряда времён Великой Отечественной войны Ильи Мазуркина. В 1971 году окончил 10 классов средней школы № 29 Витебска.
С августа 1971 года — в Советской Армии. В 1975 году окончил Рязанское высшее воздушно-десантное командное дважды Краснознамённое училище имени Ленинского комсомола. С 1975 по 1981 год — командир взвода, заместитель командира роты, командир учебной роты, начальник штаба учебного батальона 301-го учебного парашютно-десантного полка (пос. Гайжюнай, Литовская ССР). Член КПСС с 1975 года.

## Участие в Афганской войне
С 1982 по 1984 год командовал парашютно-десантным батальоном 345-го гвардейского отдельного парашютно-десантного полка в составе Ограниченного контингента советских войск в Афганистане.  
Из наградного листа к присвоению звания Героя Советского Союза:
Выполнение воинского и интернационального долга комбатом Василием Пименовым, красноречиво свидетельствует пример: командир 345-го отдельного гвардейского парашютно-десантного полка гвардии подполковник Федотов А. Н. получил донесение, что на базе мятежников вблизи кишлака Пачахак (провинция Парван), находится крупный отряд противника. Решение было принято мгновенно — направить для разгрома мятежников батальон гвардии майора Василия Пименова. Через несколько часов после получения задачи батальон Пименова начал движение. Умело маневрируя, он с ходу захватил две высоты, прикрывающие базу, но при третьей атаке был остановлен организованным огнём крупнокалиберных пулемётов, зенитных горных установок и миномётов. Опорный пункт на высоте представлял серьёзное препятствие. Вызванные вертолёты огневой поддержки нанесли удар по огневым средствам на высоте, но и повторная атака успеха не решила. В этой обстановке гвардии майор Пименов решает одной ротой сковать противника с фронта, а двумя ротами, под покровом наступившей темноты, обойти высоту и атаковать во фланг и овладеть ею. Поставив задачи ротам, и дав указания по взаимодействию, где особое внимание было уделено сигналам взаимного опознавания и выдерживания направления атаки, роты приступили к выполнению задачи. Под прикрытием роты, имитирующей наступление с фронта, главные силы батальона скрытно совершили манёвр и вышли на рубеж атаки. По установленному сигналу они перешли в атаку. Роту, наступавшую с фронта, поддерживала огнём вся броневая группа батальона, что привлекло к ней основное внимание противника. Ночная атака батальона, которую возглавил гвардии майор Василий Пименов привела к разгрому крупной базы мятежников. При этом было уничтожено более двухсот человек и захвачено одиннадцать пулемётов ДШК, два миномёта, семь ручных противотанковых гранатомётов, большое количество стрелкового оружия, боеприпасов, складов с продовольствием и медикаментами. Всего майор Пименов провёл с батальоном тридцать пять операций и в одной из них захватил следовавший в Пакистан караван с лазуритом, оценённый в 2,5 миллиона долларов.
Указом Президиума Верховного Совета СССР от 13 июня 1984 года «за успешно выполнение задания по оказанию интернациональной помощи Демократической Республике Афганистан и проявленные при этом мужество и героизм», гвардии майору Пименову Василию Васильевичу присвоено звание Героя Советского Союза с вручением ордена Ленина и медали «Золотая Звезда» (№ 11512).

## Дальнейшая биография
С 1984 года — слушатель Военной академии имени М. И. Фрунзе, которую окончил в 1987 году. После её окончания продолжил службу в воздушно-десантных войсках. С 1987 по 1989 год — заместитель командира 300-го гвардейского парашютно-десантного полка (Кишинёв, Молдавская ССР), c мая 1989 по декабрь 1990 года — командир 345-го гвардейского парашютно-десантного полка в составе 104-й гвардейской воздушно-десантной дивизии (в то время полк дислоцировался в городе Кировабад Азербайджанской ССР). C 1991 по 1999 годы полковник Пименов В. В. служил начальником отдела в Главном штабе ВДВ. С 1999 года — в запасе.
Жил в Москве. Работал начальником управления перспективного развития Московской области в аппарате Правительства Московской области. Вёл большую общественную работу: член координационного совета Всероссийского общественного движения «Боевое братство», возглавлял общественную организацию ветеранов боевых действий и операций, был председателем Московской областной организации Общероссийского профессионального союза военнослужащих «НПСВ».
Гвардии полковник запаса Пименов В. В. скоропостижно скончался 29 сентября 2005 года. Похоронен в Москве на Троекуровском кладбище.

## Награды
- Медаль «Золотая Звезда»;
- Орден Ленина;
- Орден Красной Звезды;
- Орден «За службу Родине в Вооружённых Силах СССР» III степени;
- Медали.

## Память
- Приказом Министра обороны СССР от 20 апреля 1985 года Герой Советского Союза Пименов В. В. зачислен почётным курсантом Рязанского ВВДКУ[8].
- 29 декабря 2006 года имя Пименова В. В. присвоено средней школе № 29 города Витебска[2][9]. На здании школы размещён мурал, посвящённый Герою. Одна из экспозиций в школьном музее посвящена В. В. Пименову.
- 27 марта 2007 года в Витебске была торжественно открыта мемориальная доска в честь В. В. Пименова[10].